# 普卡奧爾科山 (阿雷基帕大區)
15°13′59″S 73°7′00″W / 15.23306°S 73.11667°W
普卡奧爾科山（Puka Urqu），是秘魯的山峰，位於該國南部阿雷基帕大區，由查爾卡納區和奧約洛區負責管轄，屬於安地斯山脈的一部分，海拔高度4,923米。